# Bruno Ganz
Bruno Ganz (ur. 22 marca 1941 w Zurychu, zm. 16 lutego 2019 tamże) – szwajcarski aktor, reżyser, operator i montażysta.

## Życiorys
Ukończył Szkołę Dramatyczną w Zurychu. Mając 23 lata, zaczął występować w teatrze w Bremie, a w latach 70. w Berlinie w teatrze Halleschen Ufer. Od 1975 pracował wyłącznie jako aktor filmowy. Współpracował z największymi niemieckimi reżyserami swego pokolenia: Wernerem Herzogiem, Volkerem Schlöndorffem, Wimem Wendersem. W 1982 powrócił do regularnej pracy na scenie. W 2004 zagrał główną rolę w niemieckim filmie o ostatnich dniach Adolfa Hitlera pt. Upadek.

## Życie prywatne
W 1965 poślubił Sabine. Miał z nią syna – Daniela.
Zmarł w 2019 w wieku 77 lat na nowotwór jelita grubego.

## Filmografia
- The Marquise of O (1975)
- Dzika kaczka (Die Wildente, 1976)
- Amerykański przyjaciel (Der Amerikanische Freund, 1977)
- Kobieta leworęczna (Die Linkshändige Frau, 1977)
- Chłopcy z Brazylii (The Boys from Brazil, 1978)
- Nosferatu wampir (Nosferatu: Phantom der Nacht, 1979)
- Dama kameliowa (La Dame aux camélias, 1981) – książę Perregaux
- Fałszerstwo (Die Fälschung, 1981) – Georg Laschen
- Niebo nad Berlinem (Der Himmel über Berlin, 1987)
- Tak daleko, tak blisko (In weiter Ferne, so nah, 1993)
- Lumiere i spółka (Lumiere et Compagnie, 1995)
- Wieczność i jeden dzień (Eternity And A Day, 1998)
- Luter (Luther), 2003)
- Upadek (Der Untergang, 2004) jako Adolf Hitler
- Kandydat (The Manchurian Candidate, 2004)
- Lektor (The Reader, 2008)
- Baader-Meinhof (Der Baader Meinhof Komplex, 2008)
- Das Ende ist mein Anfang (2010)
- Tożsamość (Unknown, 2011)
- Nocny pociąg do Lizbony (Night Train to Lisbon, 2013)
- Michael Kohlhaas (2013)
- Adwokat (The Counselor, 2013)
- Obywatel roku (In Order of Disappearance, 2014)
- Amnezja (Amnesia, 2015)
- Remember (2015)
- Heidi (2015)
- Der Trafikant (2018)
- Ukryte życie (A Hidden Life) (2019)